# Anders Nilsson (fotograf)
Anders Nilsson (även känd som Anders N) född 1982 och uppvuxen i Olofström, Blekinge är en svensk fotograf och regissör.
Nilsson har efter uppväxten bland annat studerat i Göteborg med inriktning på film, tv och musik. Han har medverkat i några novellsamlingar, har haft en egen konstutställning, fotat för en handfull tidskrifter och belönats med ett dussintal stipendier och utmärkelser, till exempel LRF:s kulturpris 2008.
Nilsson är regissör och manusförfattare till ett antal kortfilmer, kanske mest känd för Svart kaffe, tack från 2006 som vann kortfilmstävlingen på Fotogrammi d'Europa-festivalen i Florens 2007.